# Chāksar
Chāksar (persiska: چاكسر) är en ort i Iran.   Den ligger i provinsen Mazandaran, i den norra delen av landet, 140 km nordost om huvudstaden Teheran. Antalet invånare är 518.
Terrängen runt Chāksar är mycket platt, och sluttar norrut. Runt Chāksar är det tätbefolkat, med 331 invånare per kvadratkilometer. Närmaste större samhälle är Fereydūnkenār, 8,4 km öster om Chāksar. 